# Immigrazione corsa in Venezuela
L'immigrazione corsa in Venezuela, in gran parte proveniente dalle regioni di Capo Corso e Castagniccia, ebbe inizio nel primo terzo del XIX secolo e fu diretta principalmente nelle città costiere di Carúpano e Rio Caribe. Conosciuti localmente come los Corsos, i còrsi hanno svolto un ruolo centrale nello sviluppo del settore del cacao in Venezuela. Intorno al 1950 molte famiglie còrse lasciarono Paria e si stabilirono a Caracas, dove furono molto attive in vari settori come in politica, nel commercio, nella medicina e nelle arti.

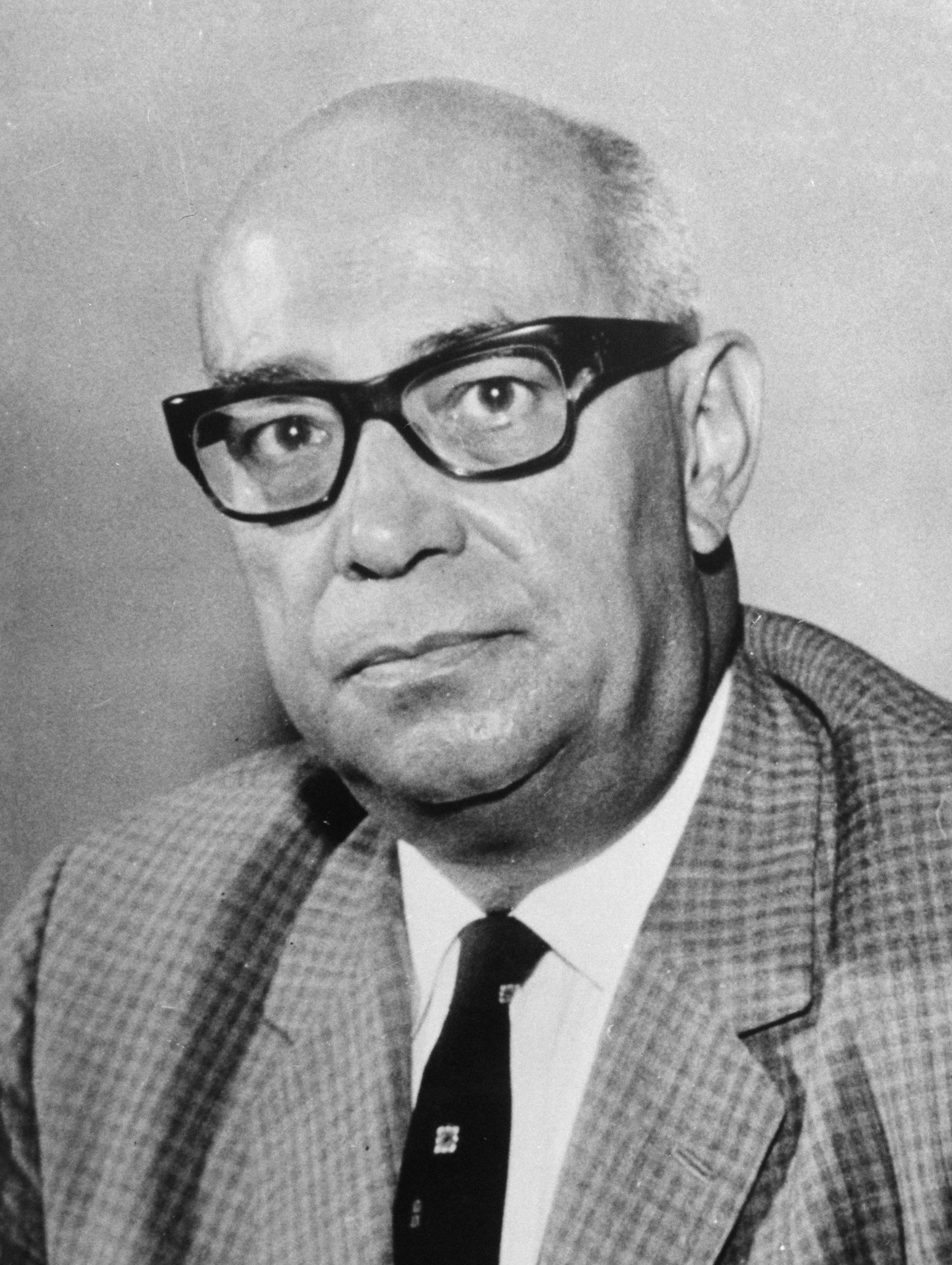
Raúl Leoni, 1965

## Storia
I primi Corsi ad immigrare in Venezuela erano marinai e missionari, che si erano trasferiti dall'isola quando questa era ancora parte della Repubblica di Genova, nei secoli XVI e XVII.
Durante il regno di Napoleone III la Corsica subì un calo della produzione agricola (in particolare nei settori del vino, ulivi e castagni) a causa di pratiche commerciali imposte dalla Francia. Questo fatto, assieme al boom demografico della popolazione realizzatosi grazie all'eradicazione della malaria nelle zone costiere, costrinse molte famiglie còrse ad emigrare nei Caraibi.
La prima ondata di còrsi arrivò nella regione venezuelana di Paria intorno al 1830. Antonio Oletta, Francisco e Cayetano Morandi, José Vicente Franceschi e Juan Bautista Lucca sono stati alcuni dei primi còrsi a stabilirsi nella città di Carúpano. Una volta in Paria, molti còrsi fondarono imprese esportatrici di cacao, la più notevole fu quella di Franceschi & Co, fondata nel 1830 e ancora oggi esistente, una delle più antiche aziende del Venezuela.
Altre due ondate significative di immigrazione si verificarono alla fine del XIX secolo. Mentre la maggior parte si diresse a Carúpano e Rio Caribe, dove c'era già una comunità ben consolidata, altri si stabilirono nelle città di Barcelona, Caripe, e Ciudad Bolívar. I còrsi controllavano il commercio venezuelano del cacao e modernizzarono molte delle città in cui vissero.
Le strutture portuali, il miglioramento della viabilità e un cavo telegrafico che collegava Carúpano con Marsiglia sono stati alcuni dei progetti incoraggiati dai còrsi di Carúpano.
Durante la turbolenta dittatura del generale Cipriano Castro (1899-1908), il valore della produzione agricola si contrasse un 52%, anno del blocco economico della grande Potenze europee per il default sul debito estero. Nel 1908, accusando l'opposizione al suo regime, il generale Castro espulse massicciamente i produttori e commercianti corsi stabiliti a Carúpano e dintorni.
Tra i còrso-venezuelani illustri si possono citare:
- Diego Arria Salicetti
- Angel Biaggini
- Arturo Hernández Grisanti
- Héctor Grisanti Luciani
- Alicia Pietri
- Andrés Pietri Méndez
- Luis Geronimo Pietri
- Anibal Dominici
- Pedro César Dominici
- Santos Dominici
- Raúl Leoni
- Antonio Liccioni
- Juan Liscano
- Ascanio Negretti
- Francisco Massiani
- Antonio Oletta
- Estelita Del Llano
- Arturo Uslar Pietri